# Лагуна-дель-Карбон (Санта-Крус)
Лагу́на-дель-Карбо́н (ісп. Laguna del Carbón — «вугільна лагуна») — солоне озеро на дні депресії глибиною 105 м нижче за рівень моря, розташоване в аргентинській провінції Санта-Крус. Це найнижча точка Західної та Південної півкуль, 7-ма найнижча точка у світі. Вона розташована за 54 км від міста Пуерто-Сан-Хуліан та є частиною безстічної області Велика депресія Сан-Хуліан (ісп. Gran Bajo de San Julián). Ділянка відома залишками динозаврів, знайденими в цьому районі.